# Gakangaga
Gakangaga är ett periodiskt vattendrag i Burundi.   Det ligger i provinsen Cankuzo, i den nordöstra delen av landet, 160 kilometer öster om huvudstaden Bujumbura.
I omgivningarna runt Gakangaga växer huvudsakligen savannskog. Runt Gakangaga är det ganska tätbefolkat, med 93 invånare per kvadratkilometer.